# Torre del Buru
La torre del Buru, storicamente e ufficialmente in catalano algherese La Torre del Bol o La Torre del Bolo, è una torre costiera appartenente al complesso di strutture fortificate che dall'alto medioevo sino alla metà del XIX secolo hanno costituito il sistema difensivo, di avvistamento e comunicazione delle coste della Sardegna. Il fortilizio, situato tra la frazione di Tramariglio e le falisie di capo Caccia, è ubicato ad una altezza di 34 metri s.l.m. su un promontorio che si affaccia all'ingresso della baia di Porto Conte.
Amministrativamente fa parte del comune di Alghero da cui dista circa trenta chilometri.

## Descrizione
Da una relazione del capitano Marco Antonio Camos la torre risulta edificata nel 1572. Di forma troncoconica-cilindrica, ad un piano, è costruita con pietra calcarea reperita nell'immediato entroterra; ha una altezza di 11 metri e conta 10 metri di diametro alla base e 8.5 al parapetto.
Come nella gran parte delle torri sarde, il portello d'ingresso è collocato ad una altezza di circa cinque metri dal suolo per consentire l'accesso esclusivamente con l'ausilio di scalette in corda o legno, velocemente retraibili in caso di pericolo.
L'interno della torre presenta un vano circolare del diametro di 5,3 metri, con altezza massima di m 4,5 e coperto da volta a cupola.
La terrazza o piazza d'armi si raggiunge grazie ad una ripida scala, terminante con un boccaporto, in origine sormontato da una garitta realizzata a protezione dagli agenti atmosferici. Sulla terrazza, da cui si gode un suggestivo panorama, era presente la cosiddetta "mezzaluna", una struttura leggera semicircolare fatta di coppi e canne che poggiava su una parte del parapetto, eseguita allo scopo di offrire riparo a soldati e munizioni. La piazza d'armi conserva poche parti del parapetto e delle piombatoie.

## Dotazioni
La torre, classificata come "da segnalazione e difesa", ospitava una guarnigione composta da tre soldati che disponevano di quattro fucili, due spingarde ed un cannone calibro 6. È in contatto visivo con la torre di Porto Conte e quella di Tramariglio.

## Tutela
La torre e l'area circostante sono sottoposte ai vincoli previsti dal codice dei beni culturali e del paesaggio, emanato con il decreto legislativo del 22 gennaio 2004 n. 42 ai sensi dell'articolo 10 della legge 6 luglio 2002, n. 137 relativo alla delega per il riassetto e la codificazione in materia di beni culturali e ambientali, spettacolo, sport, proprietà letteraria e diritto d'autore.

## Galleria d'immagini

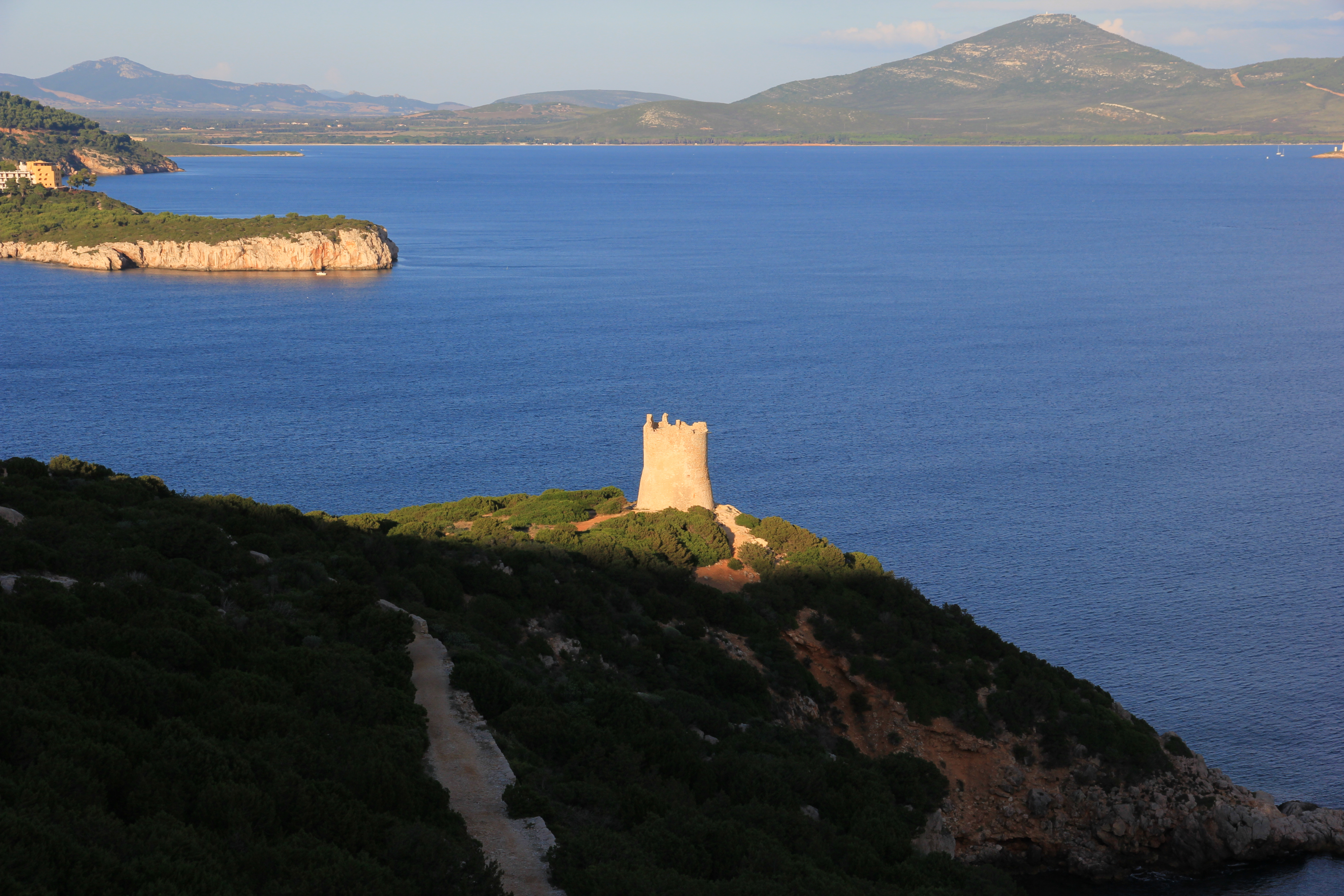
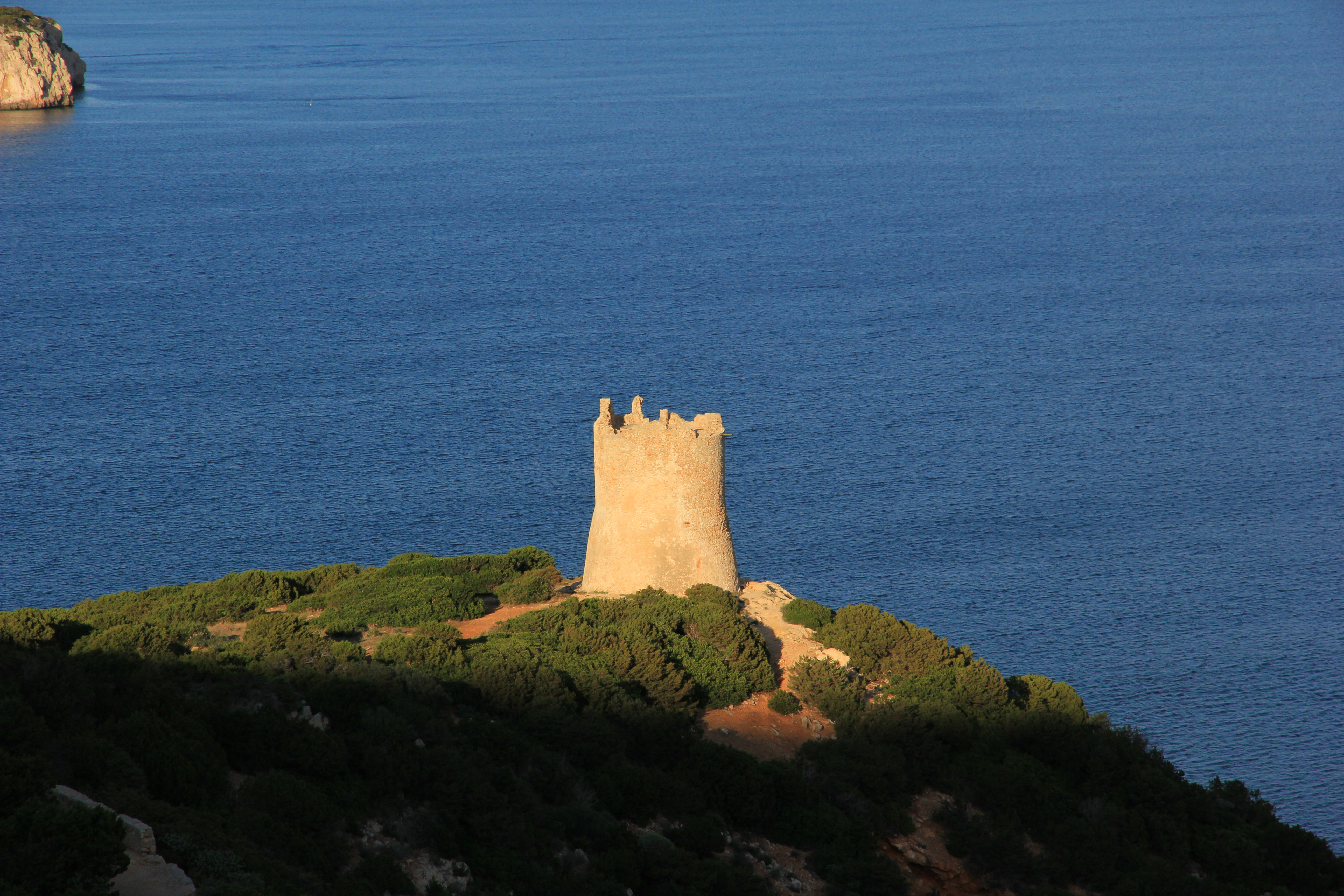
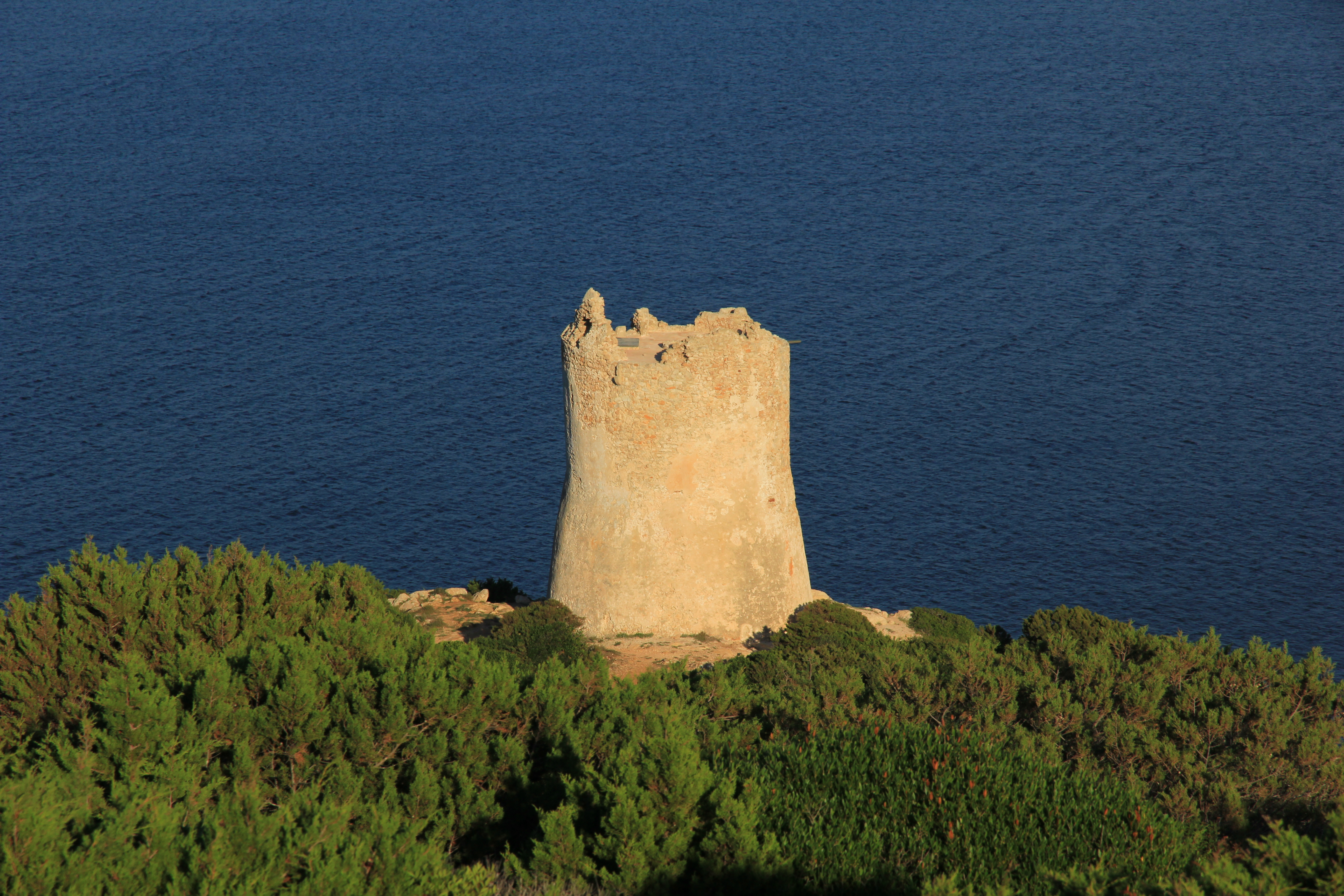
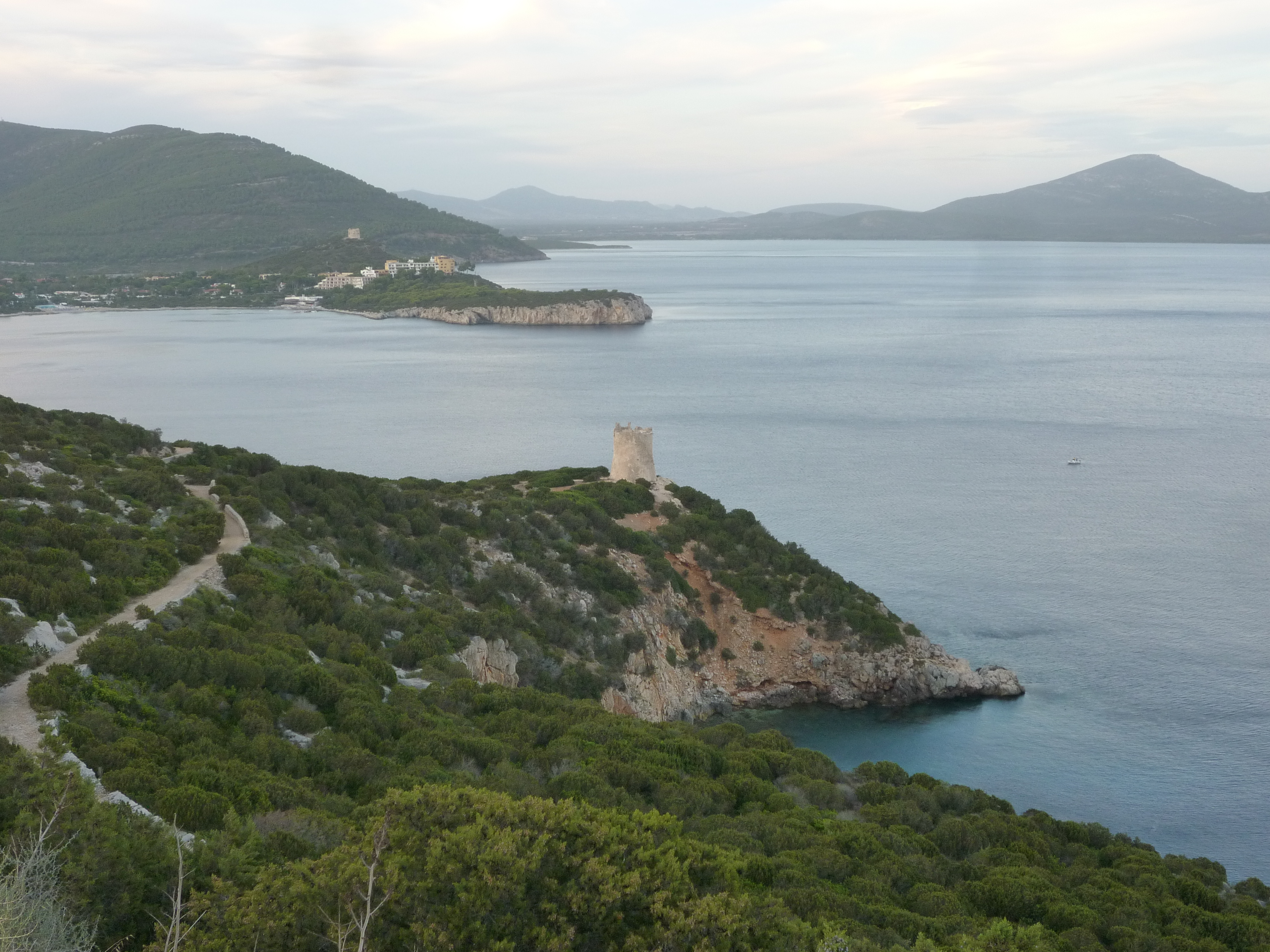